# White River
White River je rijeka na sjeveroistoku Sjedinjenih Američkih Država, velika pritoka rijeke Mississippi duga 1102 km.

## Zemljopisne karakteristike
White River izvire na obroncima Masiva Boston na sjeverozapadu Arkansasa.

Od izvora teče prema sjeveroistoku po južnom Missouriju, gdje naglo zavija na jugoistok i vraća se u Arkansas. Zatim teče u smjeru juga do svog ušća u rijeku Mississippi nešto iznad grada Arkansas City.
U svom gornjem toku u masivu Bostonu i visoravni Ozarku u južnom Missouriju, White je brza planinska rijeka uskog korita, koja se probija kanjonima kroz planine, u srednjem toku teče kroz široku kotlinu duboku 150 m. Kod grada Newport White izlazi iz visoravni u ravnicu rijeke Mississippi poplavno područje, u kom rijeka usporava svoj tok i mnogo meandrira, i ostavlja iza sebe puno napuštenih rukavaca, bara i močvara.
White River sa svojim pritokama ima sliv velik oko 73 000 km², koji se proteže preko američkih država Arkansas i Missouri. 

Na rijeci je 1947. izgrađena brana Bull Shoals s istoimenim akumulacionim jezerom dugim 60 km, kod mjesta Cotter u Arkansasu, i još jedna brana uzvodno - Forsyth s akumulacionim jezerom Taneycomo, 8 km sjeveroistočno od Bransona u Missouriju.
Glavne pritoke rijeke su Buffalo koji uvire s juga, i rijeke Cache, Little Red i North Fork sa sjevera.
Rijeka je plovna oko 480 km uzvodno do grada Batesville u Arkansasu.

## Povezane stranice
- Rijeka Mississippi
- Popis najdužih rijeka na svijetu

## Vanjske poveznice
- White River na portalu Encyclopædia Britannica (engl.)